# روماریو بنزر
روماریو بنزر (انگلیسی: Romario Benzar؛ زادهٔ ۲۶ مارس ۱۹۹۲) بازیکن فوتبال اهل رومانی است.
از باشگاه‌هایی که در آن بازی کرده‌است می‌توان به باشگاه فوتبال پروجا، باشگاه فوتبال یوتی‌ای آراد، باشگاه فوتبال استوا بخارست، باشگاه فوتبال بوتوشانی، باشگاه فوتبال لچه، و باشگاه فوتبال ویتورول کنستانتسا اشاره کرد.
وی همچنین در تیم‌های ملی فوتبال زیر ۱۷ سال رومانی، زیر ۱۹ سال رومانی، زیر ۲۱ سال رومانی، و رومانی بازی کرده‌است.